# Lady (песня EXID)
«Lady» (с англ. — «Леди»; кор. 위아래; ром: naeilhae, lit. «Tomorrow») — сингл записанный южнокорейской гёрл-группы EXID. Он был выпущен как цифровой сингл 2 апреля 2018 года, Banana Culture и распространен Sony Music. Музыкальное видео на песню было также выпущено 2 апреля. Это второй сингл, выпущенный группой в качестве группы из 4 человек, с отсутствием участницы Сольчжи по состоянию здоровья.

## Релиз
Песня была выпущена как цифровой сингл 2 апреля 2018 года через несколько музыкальных порталов, в том числе MelOn в Южной Корее и iTunes для мирового рынка. CD сингл был выпущен на следующий день в Южной Корее. Он содержит фотокнигу, случайную фотокарточку, открытку, наклейку с именем, фотографию фильма и плакат.

## Композиция
Песня написана V!VE, Shinsadong Tiger и LE, и спродюсирован последними двумя. Тамар Герман из Billboard описала песню как фанк, а «вспоминая эпоху 90-х». New Jack Swing также отметил, описывая рэп LE как «нахальный», стихи Хёрин и Чонхвы как доминанты песен и Хани как напевное пение в хоре.

## Коммерческий успех
Песня дебютировала и достигла пика на 32-м месте в цифровом чарте Gaon и на 4-м месте в альбомном чарте Gaon, на неделе, закончившейся 1-7 апреля 2018 года. Он также вошёл и достиг пика под номером 37 в KPop Hot 100, от 15 апреля 2018 года.
Физическая копия сингла разместилась под номером 22 за апрель 2018 года в альбомном чарте Gaon, продав 14 633 копии.

## Трек-лист
| №                   | Название            | Текст песни              | Музыка              | Arrangement             | Длительность |
| ------------------- | ------------------- | ------------------------ | ------------------- | ----------------------- | ------------ |
| 1.                  | «Lady» (내일해)     | Shinsadong Tiger LE V!VE | Shinsadong Tiger LE | Shinsadong Tiger 김보아 | 3:10         |
| 2.                  | «Lady» (Inst.)      |                          | Shinsadong Tiger LE | Shinsadong Tiger 김보아 | 3:10         |
| Общая длительность: | Общая длительность: | Общая длительность:      | Общая длительность: | Общая длительность:     | 6:20         |

## Чарты
| Чарты (2018)               | Пиковые позиции |
| -------------------------- | --------------- |
| South Korea (Gaon Digital) | 32              |
| South Korea (Gaon Album)   | 4               |
| South Korea (Billboard)    | 37              |
| US World Digital Song      | 9               |

## Победы

### Музыкальные программы
| Программа        | Дата            |
| ---------------- | --------------- |
| SBS MTV The Show | 10 апреля, 2018 |